# Cappello d'arme

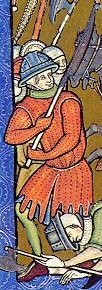
Alabardiere con cappello d'arme - ill. da "Bibbia Maciejowski" (XIII secolo).

Cappello d'arme (Chapel de fer in lingua francese; Kettle hat in lingua inglese; Eisenhut in lingua tedesca), anche "Cappello di ferro", è il nome con cui si indica una particolare tipologia di elmo in ferro in uso in Europa intorno all'Anno Mille. Era molto diffuso tra le forze di fanteria ma, affiancato ad una barbozza, poteva anche essere preso in dotazione dalle forze di cavalleria pesante. Funse da archetipo, nel Tardo Medioevo, per lo sviluppo degli elmetti rinascimentali del tipo "Morione" e del "Cabasset".

## Storia
Il prototipo del Cappello d'arme venne con buona probabilità sviluppato dall'esercito bizantino quale arma bianca difensiva per la testa in dotazione alle forze di fanteria durante gli assedi. Pare però che, nel Regno d'Inghilterra, elmi per i fantaccini del tipo Kettle hat fossero già in produzione nel 1011, ben prima cioè che, causa la Prima Crociata, i contatti tra l'Europa occidentale ed il Medioriente divenissero più stabili e duraturi facilitando la circolazione di tecnologie belliche.
Il cappello d'arme fu elmo tipico della fanteria basso-medievale, negli anni cioè in cui la cavalleria pesante pridiligeva l'uso del bacinetto. In Italia, ebbe larghissima diffusione tra le truppe dei balestrieri e dei proto-picchieri degli eserciti comunali, passando in uso anche ai milites che fornivano alle libere-città le loro truppe di cavalleria: il cappello d'armi figura infatti nell'equipaggiamento a disposizione dei feditori, la cavalleria leggera incaricata di compiere rappresaglie ed opere di schermaglia contro il nemico.

A partire dal XV secolo, l'uso sempre più massiccio, da parte degli armorari europei, di piastre in metallo articolate l'una all'altra da giunture nella realizzazione degli apparati difensivi per la cavallerie pesante (v. armatura gotica), spinse in funzione di un riutilizzo dello Chapel de fer nella panoplia della grande nobiltà usa a combattere in arcioni. Il cappello d'arme venne integrato alle piastre in metallo volte alla protezione della zona faccia-collo (v. barbozza), garantendo così una protezione più efficace e "leggera" rispetto al claustrofobico bacinetto. Dal cappello d'arme gotico sviluppò poi la bigoncia (fr. Salade) che, fatto salvo l'uso da parte dei cavalieri, specie se di provenienza germanica, venne anche adottata dalle forze di fanteria quale surrogato del cappello d'arme.
Nel corso del XVI secolo, il cappello d'arme gotico funse da modello per lo sviluppo dell'elmetto di tipo Morione in uso alle forze dell'esercito del Regno di Spagna, a quel tempo dominante nel teatro bellico europeo. Lo Chapel de fer divenne così, nel XVII secolo, un sinonimo dell'elmetto ispanico:
(Vocabolario degli Accademici della Crusca, Firenze 1612, v. I, p. 557.)
La dicotomia Eisenhut-Morione legò il destino del Cappello d'Arme con l'evoluzione dell'elmetto, erede dell'elmo antico e medievale sui campi di battaglia del Vecchio Mondo prima e dell'ecumene mondiale poi, facendo di questa particolare tipologia di copricapo bellico un vero e proprio sinonimo dell'arma bianca difensiva per antonomasia del cranio:
(Grassi, Giuseppe (1833), Dizionario militare italiano, 2. ed. ampliata dall'a., Torino, Società Tipografica Libraria, v. I-II, p. 364.)
All'aprirsi del XX secolo, la forma del cappello d'arme venne ripresa da alcuni elmetti di fanteria in uso agli eserciti europei durante Prima e la seconda guerra mondiale: l'Elmetto "Brodie", distintivo delle truppe del Commonwealth britannico (in uso anche al US Army con il nome di M1917 Doughboy Helmet), e l'Elmetto Adrian Mod. 16.

## Costruzione
Le principali varianti del cappello d'arme sono:
- Chapel de Montauban, anche Chapel bernois: cappello d'arme con calotta marcatamente cilindrica terminante in una piramide, in produzione tra Duecento e Quattrocento;

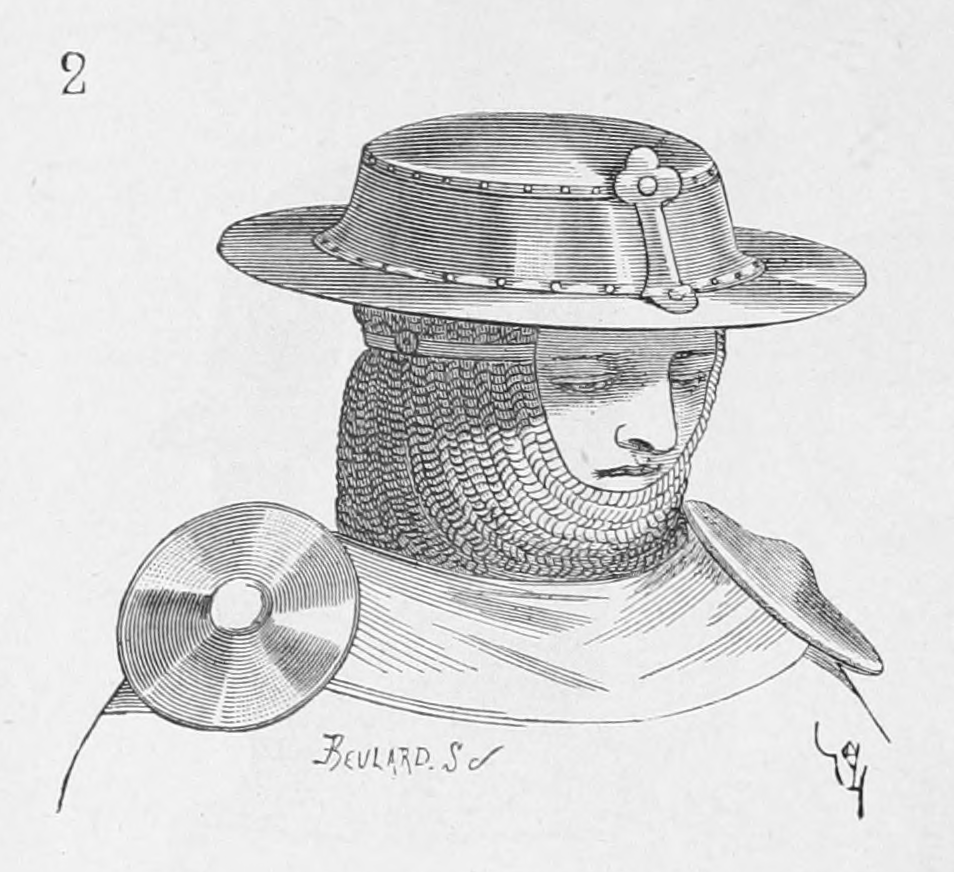
Soldato con cappello d'armi - ill. Eugène Viollet-le-Duc (1874)
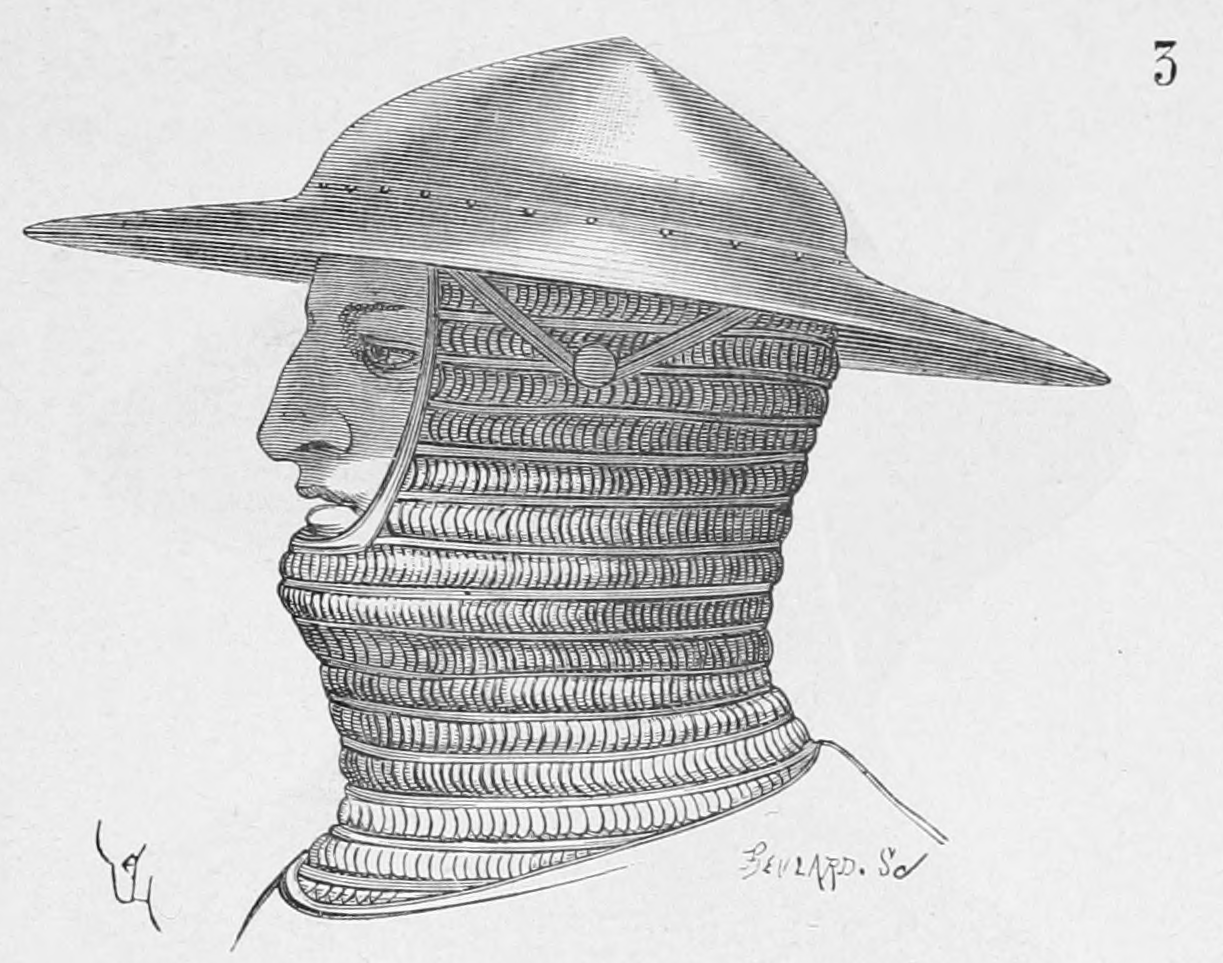
Soldato con cappello d'armi tp. Chapel de Montauban - Idem
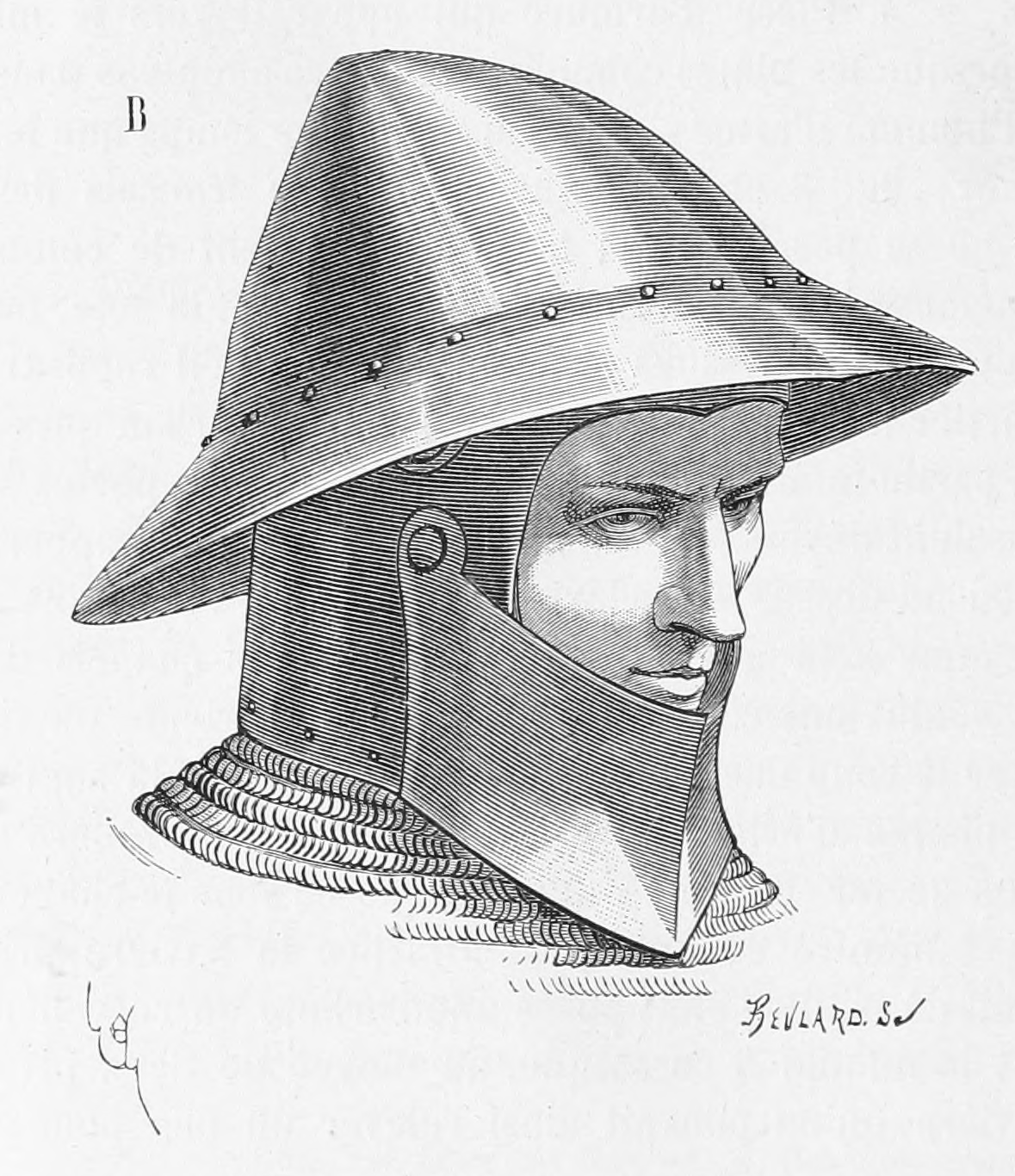
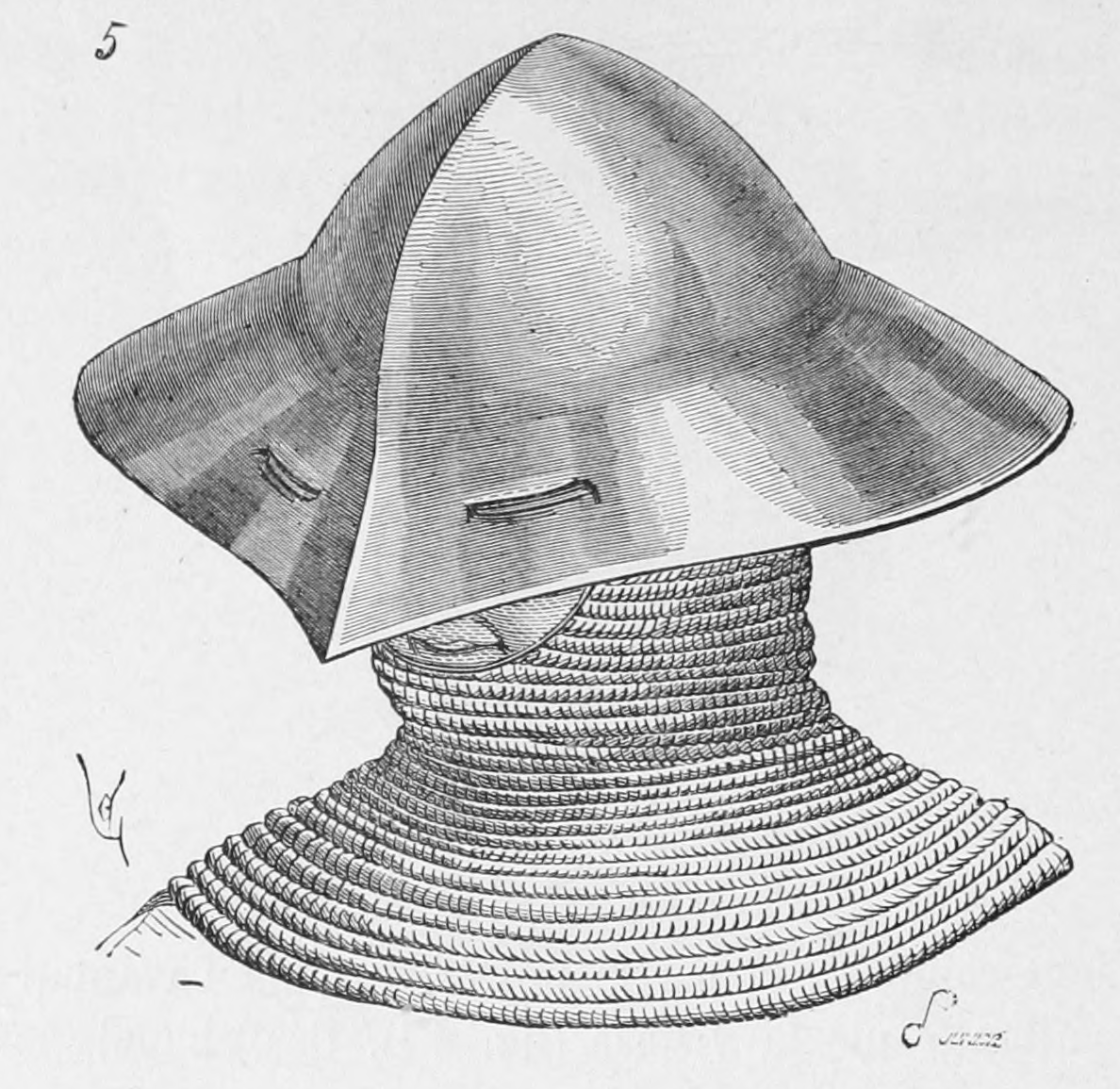
Soldato con cappello d'armi "transitorio" alla bigoncia - Idem
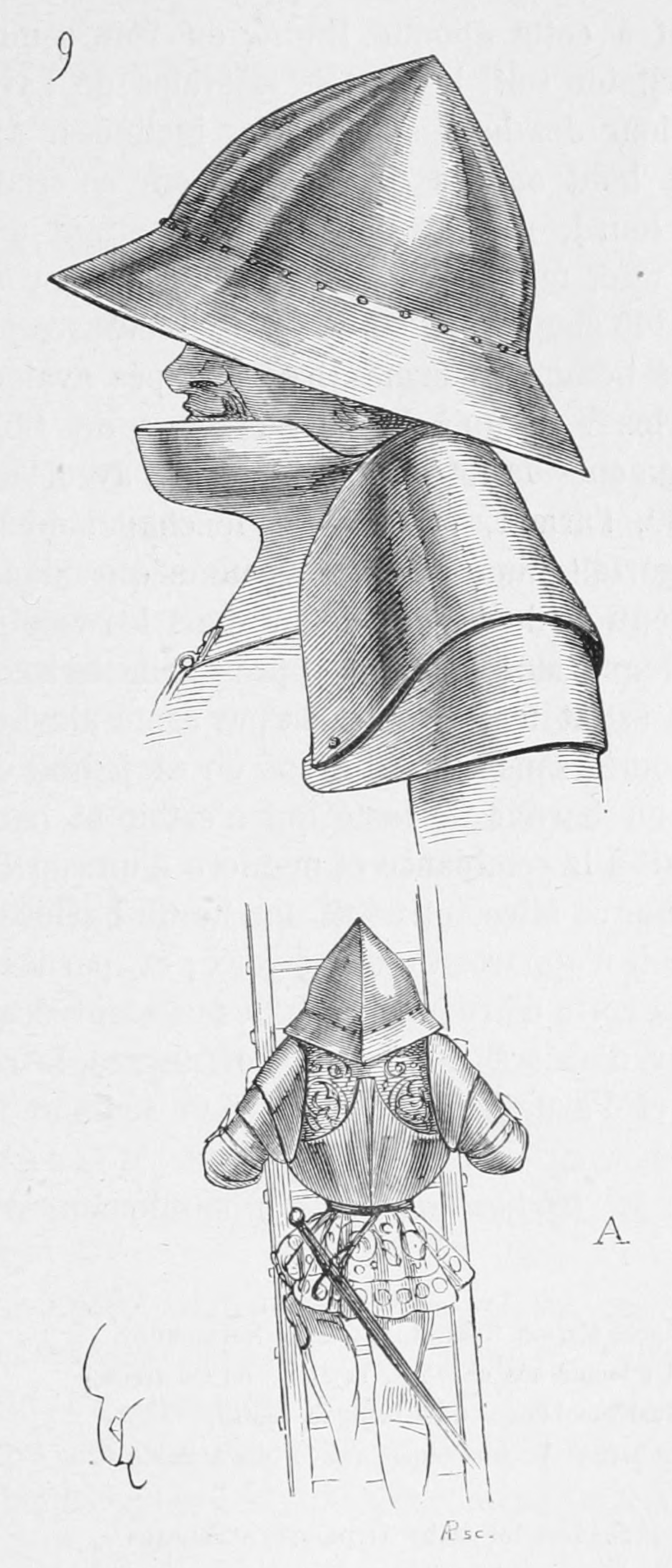
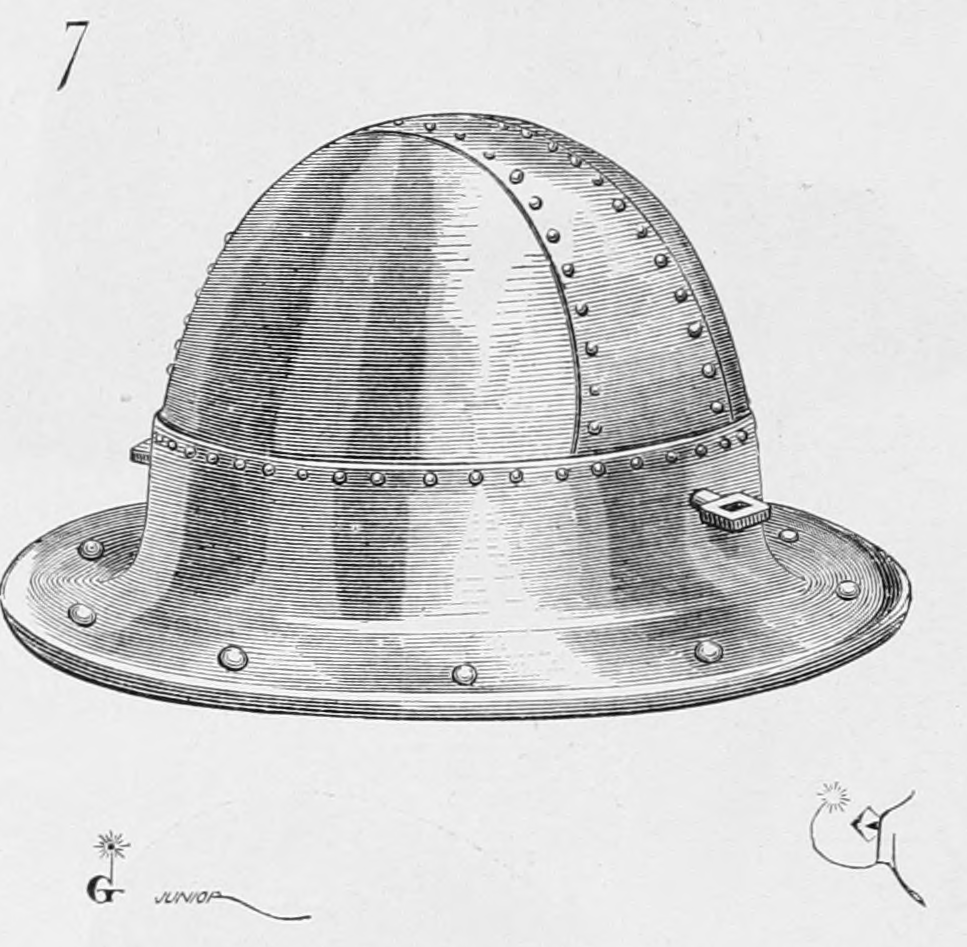
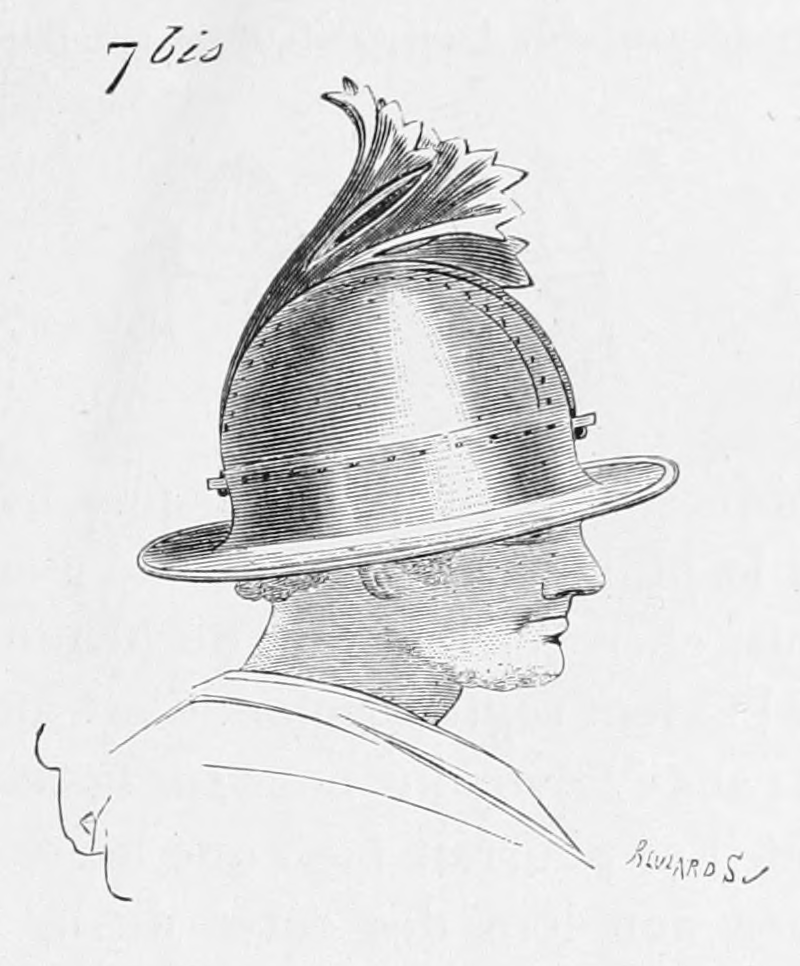
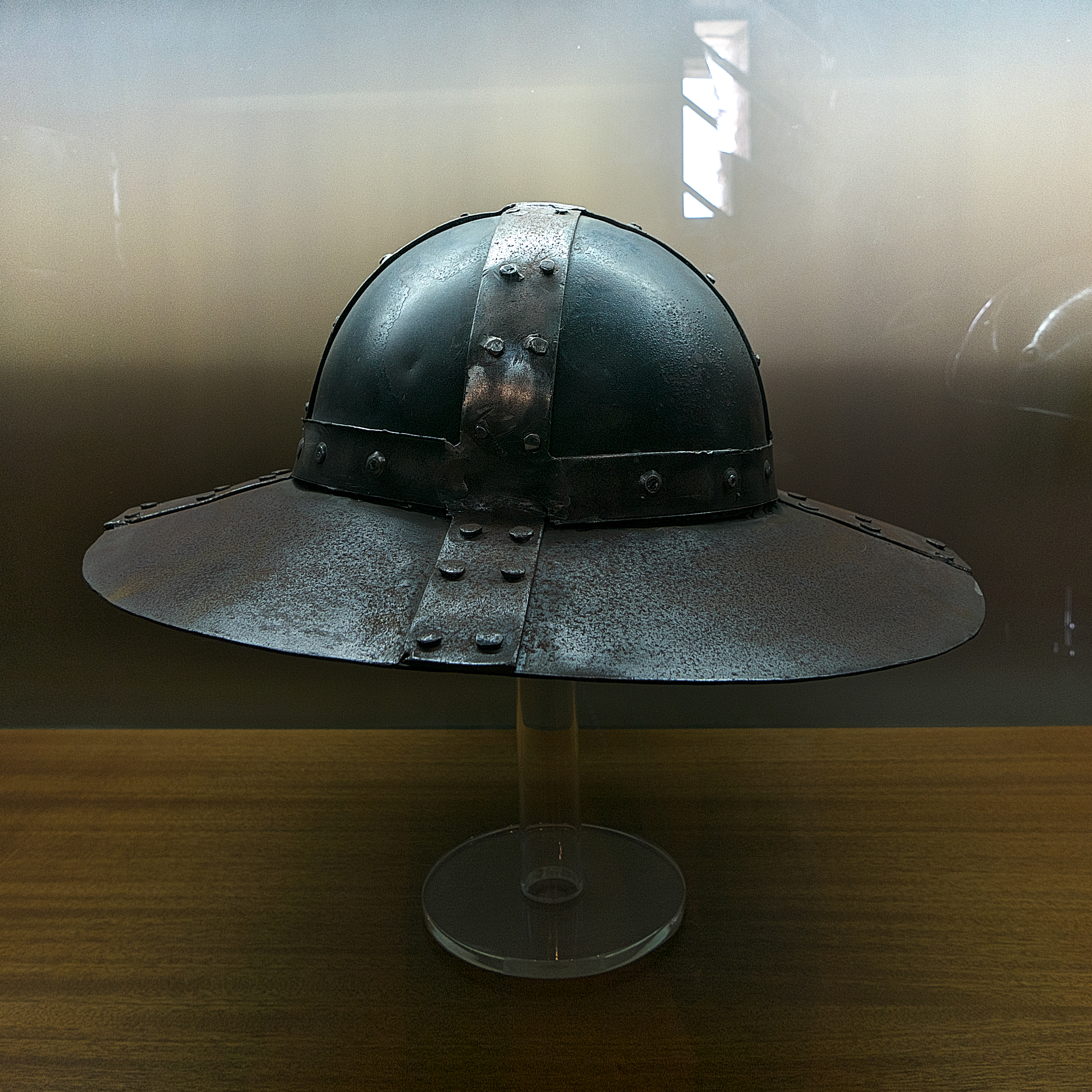
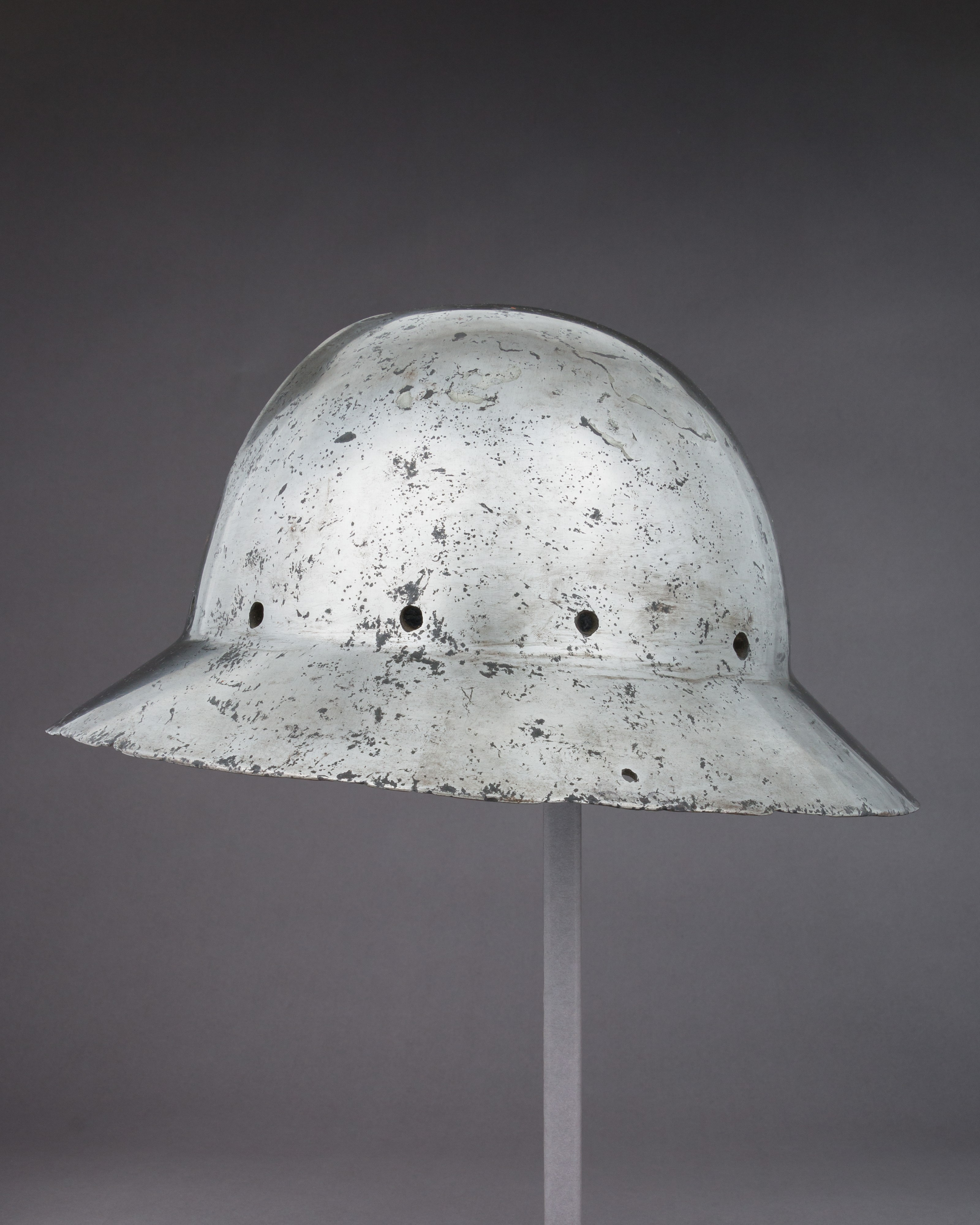
Cappello d'Arme al Metropolitan Museum of Art